# XL Recordings
XL Recordings är ett brittiskt oberoende skivbolag grundat 1989 av Tim Palmer, Nick Halkes och Richard Russell med Beggars Banquet Records för att ge ut deras rave- och dancemusik. Skivbolaget har ingen särskild genre-inriktning, utan ger ut musik i flera olika genrer. Dock ligger större delen av deras artister i indierock-genren.
Till signade artister hör bland andra Radiohead, The White Stripes, Dizzee Rascal, Basement Jaxx, Låpsley och Adele.